# 和泉清司
和泉 清司（いずみ せいじ、1944年 - ）は、日本史学者、高崎経済大学名誉教授。
東京都生まれ。1967年東京学芸大学教育学部卒業。1977年明治大学大学院文学研究科史学専攻博士課程満期退学。1995年「徳川幕府成立過程の研究」で明大博士（史学）。弘前大学助教授、旭川大学女子短期大学部助教授、高崎経済大学教授、2009年定年、名誉教授。近世の地域支配が専門。

## 著書
- 『徳川幕府成立過程の基礎的研究』文献出版 1995
- 『近世の流通経済と経済思想』岩田書院 1998
- 『幕府の地域支配と代官』同成社 2001
- 『近世前期郷村高と領主の基礎的研究 正保の郷帳・国絵図の分析を中心に』岩田書院 2008
- 『徳川幕府領の形成と展開』同成社 2011

### 史料編纂
- 『伊奈忠次文書集成』文献出版、1981年。
- 『江戸幕府代官頭文書集成』文献出版、1999年。

### 編著
- 『近世・近代における地域社会の展開』編 岩田書院 2010
- 『近世・近代における歴史的諸相』編著 創英社/三省堂書店 2015
- 『徳川幕府全代官人名辞典』村上直,佐藤孝之,西沢淳男共編 東京堂出版 2015

## 論文
- CiNii 和泉清司